# WAYZ
WAYZ（ウェイズ）は、日本のラップグループである。

## 略歴
- 2011年7月7日、WAYZ結成
- 2012年3月、サンクチュアリ出版にてトークショーを開催。
- 2012年3月、1stシングル“We are WAYZ”をデジタルリリース。
- 2012年6月、WAYZとしての初主催イベント“FIFTH”を始動。
- 2013年、日本テレビ「世界の果てまでイッテQ!」メインコーナー、「SONY Walkman」CMへの出演。
- 2014年1月、Duo music exchangeにて自身ら初のワンマンLIVEを開催し、700人満員御礼。同日に会場限定1stミニアルバム「RUNWAY」を発売。
- 2014年7月、WAYZ初となる1stミニアルバム「PASSPORT」をデジタルリリースし、iTunes HIPHOPチャートにて1位、総合チャートにて11位を獲得。
- 2014年11月、WAYZ 2ndミニアルバム「GATE」をデジタルリリースしiTunes HIPHOPチャートにて1位獲得。
- 2015年2月、渋谷WOMBにてワンマンLIVE「YDIMD」(Your dream is my dream)を開催し500人を超える動員数を記録。
- 2015年11月、3rdミニアルバム「GET READY」をデジタルリリースし、iTunes HIPHOPチャートにて1位を獲得し、3作連続の1位を記録した。
- 2016年4月6日、自身ら初となる盤、1stフルアルバム「TAKE OFF」を全国リリース。リード曲、サブリード曲のCMトレーラーやミュージックビデオの撮影はヨーロッパ、ドイツのベルリンにて行われた。
- 2017年1月29日、「TAKE OFF」リリースから約1年間全国ツアーを行い、その最終地点として渋谷WWWにてワンマンLIVE-Brand New Beginning-を開催。音楽情報サイト「音楽ナタリー」にも当日の模様が取り上げられた。※記事は こちら
- 同日、ワンマンLIVEのMC中には、NYからリッチー・ベレッタをプロデューサーに迎えて新作ミニアルバムをリリースする事を発表した。
- 2017年5月10日、リッチー・ベレッタとの共同作品リリースに先駆け、ES-PLANTがNYにてトラック制作を行った作品「Ambience/YET」をリリース。

## メンバー
Yuly（ユリー、1985年9月19日-）
- 出身地：福岡県・沖縄・Eugene,OR,U.S.A
- オーガナイザー、モデル、メジャーアーティストへの作詞提供、自身のアパレルブランド「MULEトウキョウジャパン」を展開。

Mt'（ミット、1985年8月12日-）
- 出身地：香川県
- メジャーアーティストへの楽曲提供、モデル、NATIVE×MUSTANG×FuLLNELSON.(ネイティブマスタングフルネルソン)というバンドでの活動レンジも併せ持つ。

ES-PLANT（エスプラント、1986年7月15日-）
- 出身地：東京都
- 81TC（エイトワンティーシー）の一員としての顔も持つ。MC、トラックメーカー、エンジニア、そしてプロデューサーとしての役割を担う。

心之助（シンノスケ、1986年10月10日-）
- 出身地：埼玉県
- 江戸時代天保から営む鰻屋に生まれた次男坊。メジャー経験者でもあり、WAYZ相応にソロMCとしても活動。

## 作品

### 配信ミニアルバム
| 発売日         | タイトル     |
| -------------- | ------------ |
| 2014年7月16日  | PASSPORT     |
| 2014年11月26日 | GATE         |
| 2015年11月27日 | GET READY    |
| 2017年5月10日  | Ambience/YET |

### CD全国リリース
| 発売日       | タイトル |
| ------------ | -------- |
| 2016年4月6日 | TAKE OFF |

### Twitter
- WAYZ (wayz_japan) Twitter
- Yuly (Yuly_WAYZ) Twitter
- Mt' (nmfullnelson) Twitter
- ES-PLANT (esplant) Twitter
- 心之助 (shinnosuke_WAYZ) Twitter

### Instagram
- Yuly (yuly.wayz) Instagram
- Mt' (mr_nmfullnelson) Instagram
- ES-PLANT (es_plant) Instagram
- 心之助 (shinnosuke_wayz) Instagram

### ミュージックビデオ
2014年2月～12月
- CORE
- Your dream is my dream

2015年1月
- under the same sky

2016年4月
- Brand New Begining
- New World